# Novčica
Novčica är ett vattendrag i Kroatien. Det ligger i den centrala delen av landet, 150 km söder om huvudstaden Zagreb.